# Octaaf (voornaam)
Octaaf is een jongensnaam die afstamt van het Latijnse telwoord octavus, dat achtste betekent. Octavianus was een zeer populaire naam in het oude Rome, en werd oorspronkelijk enkel gebruikt voor het achtste kind, wanneer de inspiratie van de ouders al lang op was, en zij hun kinderen gewoon naar telwoorden noemden. De vrouwelijke versie is Octavia, Octviana of Octavie. Naarmate de oorspronkelijke betekenis vergeten werd, werd de naam ook als gewone voornaam gebruikt.

## Enkele naamdragers
- Octaaf De Bolle
- Octave Van Rysselberghe